# Herpetoskylax hopsoni
Herpetoskylax hopsoni és una espècie de sinàpsid extint del clade dels biarmosucs que visqué durant el Permià superior en allò que avui en dia és Sud-àfrica. Se n'han trobat restes fòssils a les províncies del Cap Occidental i Cap Septentrional. Es tracta de l'única del gènere Herpetoskylax. El nom genèric Herpetoskylax significa ‘rèptil cadell’ en llatí i fa referència als caràcters de transició entre els «rèptils» mamiferoides i els mamífers que exhibeixen els teràpsids.